# Саломас
Саломас (штучне сало) — твердий жир, що отримується в промисловості шляхом гідрогенізації рідких жирів: рослинної олії (в основному), жиру морських ссавців і риби. Містить багато трансізомерів жирних кислот.
Виробництво саломасу було поширене в СРСР для задоволення потреби харчової промисловості у великій кількості твердих жирів — замінників тваринного жиру.
Процес виробництва саломасу включає технологічні процеси гідрогенізації, рафінації та дезодорації. Розрахункове значення енергоємності становить 217,0 кг у.п/т (55,5% — теплова енергія, 44,5% — електрична енергія). При повній рафінації олії енергоємність становить 131 кг у.п/т (82,5% — теплова енергія, 17,5 — електрична енергія). При виробництві маргарину та майонезу енергоємність становить відповідно 74,0 кг у.п/т і 58,0 кг у.п/т).

## Гідрування (гідрогенізація) рідких жирів
Суть процесу гідрогенізації, полягає у частковому гідруванні подвійних зв'язків, що входять до складу неграничних жирних кислот масла. У промисловості використовують нікелеві каталізатори. Важливою особливістю процесу гідрогенізації є утворення транс-ізомерів жирних кислот, в основному елаідінової кислоти. У наш час[коли?] у харчовій промисловості саломас заміщується на переетерефікований жир. Це пов'язано з введенням обмежень за змістом транс-ізомерів жирних кислот в харчовій продукції.
Вплив трансізомерів на організм людини підтверджується науковими дослідженнями: вони порушують роботу ферментів, підвищують рівень холестерину в крові, спричиняють серцево-судинні, онкологічні захворювання, знижують імунітет, порушують обмін речовин. Як свідчать дослідження, трансжири вдвічі небезпечніші для серця, ніж насичені жири.
Див. також: Гідрогенізація жирів

## Застосування
У промисловості отримують технічні та харчові саломаси. Найбільшого поширення набули харчові саломаси марок ПМ2, пМ5, пМ12. Харчові саломаси використовуються у виробництві маргаринів, жирів спеціального призначення, а також у виробництві мила.
У 2010 році обсяги виробництва саломасу в Україні знизилися на 1936 тонн (1,9%) і становили 102402 тонни.

## Деякі нормативно-технічні документи в Україні
- СОУ 15.4-37-209:2004 Саломаси нерафіновані та рафіновані. Технічні умови
- ДСТУ 5040:2008 Саломаси рафіновані та нерафіновані. Технічні умови